# Asparagus hajrae
Asparagus hajrae — вид рослин із родини холодкових (Asparagaceae).

## Середовище проживання
Ареал: Ассам.